# تورين فيرغسون
تورين فيرغسون (بالإنجليزية: Torin Ferguson)‏ هو لاعب كرة قدم باهاماسي في مركز حراسة المرمى، ولد في 29 يوليو 1985 في باهاماس. شارك مع منتخب الباهاماس لكرة القدم. أما مع النوادي، فقد لعب مع Bears FC ‏.

## وصلات خارجية
- تورين فيرغسون على موقع قاعدة بيانات كرة القدم.إي يو (الإنجليزية)
- تورين فيرغسون على موقع ناشيونال فوتبول تيمز (الإنجليزية)
- تورين فيرغسون على موقع Soccerway.com (الإنجليزية)